# Córcoles (Guadalajara)
Córcoles es una localidad española del municipio de Sacedón, perteneciente a la provincia de Guadalajara, en la comunidad autónoma de Castilla-La Mancha. Está situada en la comarca de La Alcarria.

## Historia
A mediados del siglo XIX, la villa, por entonces con ayuntamiento propio, tenía contabilizada una población de 406 habitantes. Aparece descrita en el sexto volumen del Diccionario geográfico-estadístico-histórico de España y sus posesiones de Ultramar de Pascual Madoz de la siguiente manera:

CORCOLES: v. con ayunt. en la prov. de Guadalajara (11 leg.), part. jud. de Sacedon (1), aud. terr. de Madrid (20), c. g. de Castilla la Nueva, dióc. de Cuenca (11): sit. en terreno áspero y pedregoso, y combatido principalmente por los vientos del N., su clima es frio y las enfermedades mas comunes fiebres gástricas é intermitentes: tiene 100 casas, escuela de instruccion primaria concurrida por 30 alumnos á cargo de un maestro dotado con 1,100 rs.; una ermita (San Roque), y una igl. parr. (San Juan Bautista), aneja de la de Sacedon, servida por un teniente cura que reside en la matriz. Confina el térm. N. Casasana y Tabladillo; E. Alcocer; S. Cañaveruelas y Alcobujate, y O. Sacedon; dentro de esta circunferencia se encuentran un paseo con arbolado, varias fuentes que proporcionan riego á unos 30 huertos de hortalizas y árboles frutales; una ermita (Santiago), y el monast. de monges Bernardos titulados de Ntra. Sra. de Monsalud, edificio hermoso que en la actualidad pertenece á D. Tomas Vizmanos, que lo compró á la Hacienda nacional, asi como un huerto con viñedo contiguo al mismo y un monte de pastos que produce la renta anual de 6,000 rs.; el terreno agrio y frío; le bañan el r. Guadiela y un arr. que viniendo del térm. de Valdeloso, desagua en aquel: comprende al N. y O. varios trozos de monte poblados de roble, encina y otras matas bajas. caminos: los locales en mediano estado. correo: se recibe y despacha en las estafetas de Priego, Alcocer, Sacedon y Pastrana, por medio de un balijero. prod.: trigo, vino, aceite, judías, patatas, almortas, centeno, cáñamo, alazor de escelente calidad y miel; cria ganado lanar y vacuno; caza de perdices, conejos, liebres y algunos corzos; pesca de barbos. ind.: la agrícola, algunos de los oficios mas indispensables y 2 molinos harineros el uno corriente y el otro casi destruido. comercio: esportacion de frutos sobrantes e importacion de los art. que faltan. pobl.: 86 vec., 406 alm. cap. prod.: 1.847,700 rs. imp.: 147,775. contr.: 8,311. presupuesto municipal asciende á 7,000 rs. se cubre por reparto entre el vecindario.
(Madoz, 1847, p. 577)

El municipio de Córcoles desapareció en 1969, al fusionarse con el de Sacedón para formar un nuevo municipio con el nombre del segundo.

## Demografía

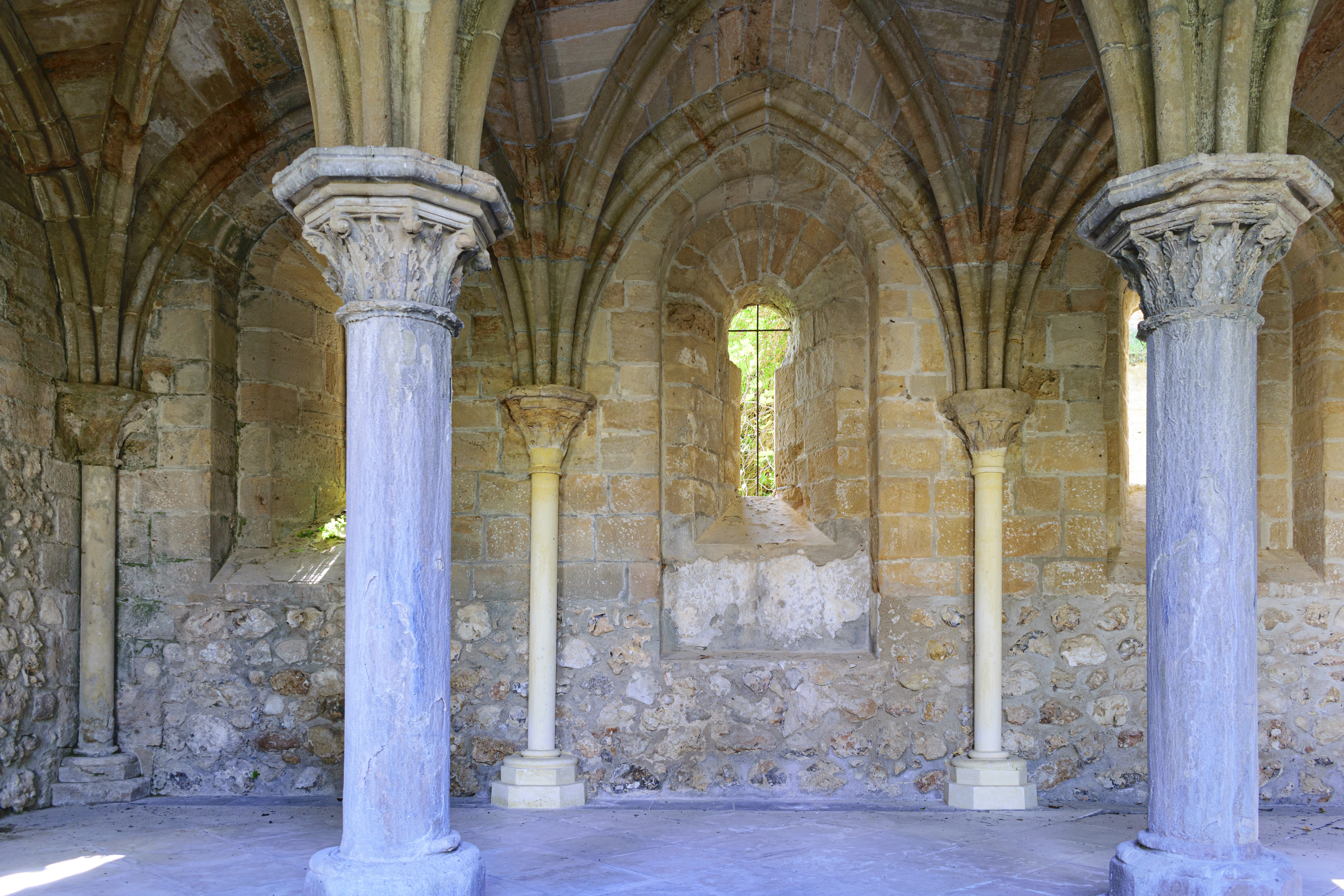
Sala Capitular del Monasterio de Monsalud

| Gráfica de evolución demográfica de Córcoles entre 1842 y 1960 |
| |
| Población de derecho según los censos de población del INE Población de hecho según los censos de población del INEEntre el censo de 1970 y el anterior, este municipio desaparece porque se integra en el municipio Sacedón |

## Patrimonio
- Monasterio de Monsalud. Monasterio cisterciense del siglo XII.[5]
- Iglesia parroquial de Córcoles, obra del siglo XIII.[6]